# Porbandar
Porbandar (gudzsaráti nyelven: પોરબંદર ) város India nyugati részén, Gudzsarát államban, a Kathiawar-félszigeten, az Arab-tenger partján.
Lakossága 152 ezer fő, elővárosokkal együtt 217 ezer fő volt 2011-ben. 
Az ókor óta kikötőváros. Gazdasági életében jelentős a halászat. 
Az ásatások azt igazolták, hogy a területen már 3500 évvel ezelőtt létezett település. Itt volt a fővárosa egy rádzsput hercegi államnak, amelyet 1785 óta hívnak Porbandarnak.
1869-ben itt született Mohandász Karamcsand Gandhi. Egy emlékházban, a Kírti Mándír-ban található a szoba, ahol megszületett, továbbá fonószoba, imaszoba és más helyiségek.

## Fordítás
- Ez a szócikk részben vagy egészben  a   Porbandar című német Wikipédia-szócikk fordításán alapul.  Az eredeti cikk szerkesztőit annak laptörténete sorolja fel. Ez a jelzés csupán a megfogalmazás eredetét és a szerzői jogokat jelzi, nem szolgál a cikkben szereplő információk forrásmegjelöléseként.
- Ez a szócikk részben vagy egészben  a   Porbandar című angol Wikipédia-szócikk fordításán alapul.  Az eredeti cikk szerkesztőit annak laptörténete sorolja fel. Ez a jelzés csupán a megfogalmazás eredetét és a szerzői jogokat jelzi, nem szolgál a cikkben szereplő információk forrásmegjelöléseként.